# Сали Бериша
Сали Бериша е албански политик, президент на Албания от 1992 до 1997 г. Председател е на Демократическата партия на Албания от 1991 г.
Бериша е роден на 15 октомври 1944 г. във Вучидол, Северна Албания. През 1967 г. завършва медицина в Тирана. Специализира в Париж, по-късно работи като кардиолог в университетската болница в Тирана. Според фактите, по това време Сали Бериша е личен лекар на Енвер Ходжа и лява ръка на диктатора. Като такъв оказва влияние върху албанските тайни служби и е един он лекарите, подписали смъртния акт на Енвер Ходжа в качеството си на партиен секретар на Медицинския факултет.
На 14 декември 1990 г. Бериша участва в образуването на Демократическата партия на Албания, а няколко месеца по-късно става неин председател.
През 1992 г. става първият некомунистически президент на Албания.
От 11 септември 2005 г. Сали Бериша е министър-председател на Република Албания.